# OPEC

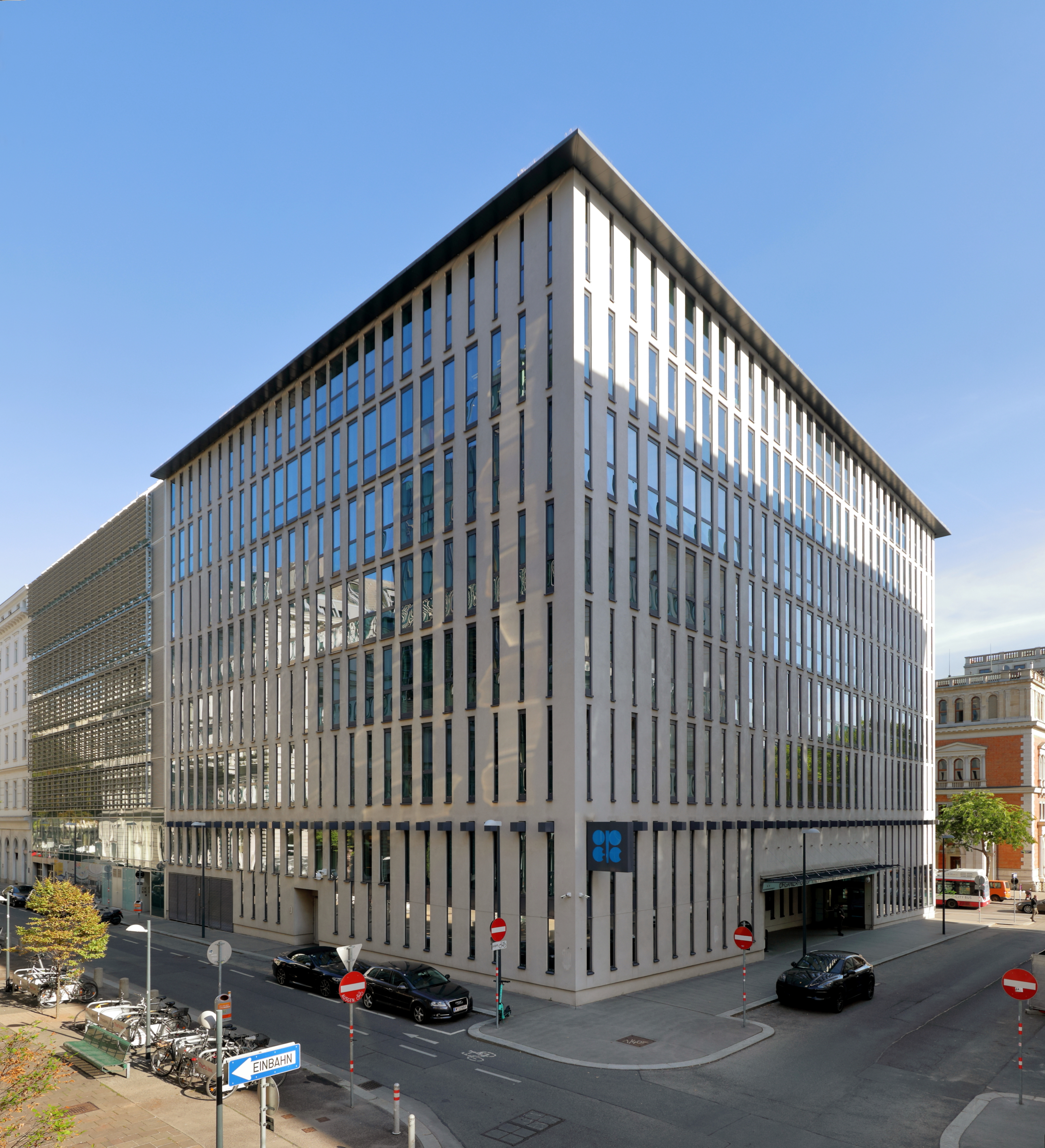
Siedziba OPEC w Wiedniu

Organizacja Krajów Eksportujących Ropę Naftową (ang. Organization of the Petroleum Exporting Countries, OPEC) – organizacja międzynarodowa krajów producentów ropy naftowej z siedzibą w Wiedniu. Jej celem jest ujednolicenie polityki dotyczącej wydobycia oraz wpływanie na poziom cen ropy naftowej. Członkami OPEC jest 12 państw.

## Opis
Organizacja została utworzona w 1960 w Bagdadzie. Jest kartelem. 
Największy wzrost znaczenia OPEC przypada na okres kryzysu naftowego w latach 1973–1974, kiedy to organizacja doprowadziła do znaczącego wzrostu cen ropy naftowej. Od początku lat 80. XX wieku znaczenie OPEC zaczęło maleć m.in. z powodu zmniejszenia wykorzystywania ropy naftowej w przetwórstwie przemysłowym, wzrostu jej wydobycia w państwach niebędących członkami kartelu oraz trudności z dyscypliną co do przestrzegania uzgodnionych wielkości wydobycia przez państwa członkowskie OPEC. 

### Organizacja
- Siedziba: Wiedeń
- Organ naczelny: Konferencja OPEC
- Organ wykonawczy: Rada Gubernatorów i Komisja Ekonomiczna oraz Sekretariat
- Przewodniczący: Ahmed Mohamed Elghaber (Libia)

OPEC podejmuje decyzje przez Konferencję OPEC, na szczeblu ministrów odpowiedzialnych za energetykę. Odbywają się one zwykle co pół roku.
Sekretarzem generalnym OPEC (szefem stałego Sekretariatu) od sierpnia 2022 roku  jest pochodzący z Kuwejtu  Haitham Al-Ghais.

### Członkowie[2]
- Algieria (od 1969)
- Arabia Saudyjska (od 1960)
- Gabon (1975–1994 i ponownie od 2016)
- Gwinea Równikowa (od 2017)
- Irak (od 1960)
- Iran (od 1960)
- Kongo (od 2018)
- Kuwejt (od 1960)
- Libia (od 1962)
- Nigeria (od 1971)
- Wenezuela (od 1960)
- Zjednoczone Emiraty Arabskie (od 1967).

Byli członkowie:
- Ekwador (1973–1992, 2007–2019)
- Indonezja (1962–2009, 2016)
- Katar (1961–2018)
- Angola (2007−2023)

### Produkcja i deklarowane rezerwy ropy naftowej państw OPEC
W 2020 państwa członkowskie OPEC posiadały ok. 40-procentowy udział w rynku sprzedaży ropy naftowej oraz ok. 70 procent światowych rezerw tego surowca.

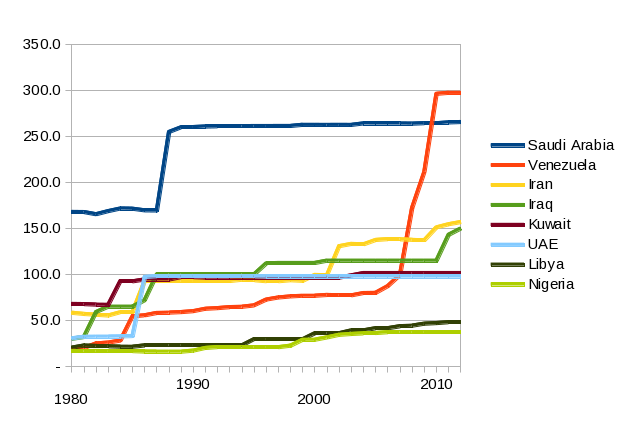
Historia deklarowanych przez kraje OPEC rezerw ropy naftowej. Pomimo intensywnego wydobycia, nie wykazują one spadku.

| Lp. | Kraj                         | Wydobycie (bbl/dzień) | Rezerwy (mld bbl) | Rezerwy (lata) |
| --- | ---------------------------- | --------------------- | ----------------- | -------------- |
| 1.  | Arabia Saudyjska             | 11 525 000            | 265,9             | 63             |
| 2.  | Zjednoczone Emiraty Arabskie | 3 646 000             | 97,8              | 73             |
| 3.  | Iran                         | 3 558 000             | 157,0             | 120            |
| 4.  | Kuwejt                       | 3 126 000             | 101,5             | 89             |
| 5.  | Irak                         | 3 141 000             | 157,0             | 136            |
| 6.  | Wenezuela                    | 2 623 000             | 298,3             | 311            |
| 7.  | Nigeria                      | 2 322 000             | 37,1              | 43             |
| 8.  | Katar                        | 1 995 000             | 25,1              | 34             |
| 9.  | Angola                       | 1 801 000             | 12,7              | 19             |
| 10. | Algieria                     | 1 575 000             | 12,2              | 21             |
| 11. | Libia                        | 988 000               | 48,5              | 134            |
| 12. | Ekwador                      | 527 000               | 8,2               | 42             |
|     | Razem                        | 36 829 000            | 1214,2            |                |